# پتر لندرینک
پتر لندرینک (هلندی: Peter Lenderink؛ زادهٔ ۱۱ فوریهٔ ۱۹۹۶) دوچرخه‌سوار اهل هلند است.
از باشگاه‌هایی که در آن رکاب زده‌است می‌توان به تیم دوچرخه‌سواری رابوبانک دولوپمنت اشاره کرد.